# 結婚 (1962年のTBSのテレビドラマ)
『結婚』（けっこん）は、1962年7月27日から同年8月3日にTBS系列の『近鉄金曜劇場』で放送されたドラマ。放送回数2回。放送時間は金曜20:00 - 21:00。

## キャスト
- 中村伸郎
- 杉村春子
- 加藤治子
- 香川京子
- 山本学
- 山岡久乃
- 奥野匡
- 安井昌二
- 光田耕一
- 岸田森
- 桜井良子[注 2]
- 潮和子
- 三倉紀子

## スタッフ
- 原作：芹沢光治良
- 脚本：田井洋子
- 演出：橋本信也
- 音楽：平井哲三郎